# ロイヤル・ジョージ (戦列艦・1788年)
| ロイヤル・ジョージ | ロイヤル・ジョージ |
| 艦歴               | 艦歴 |
| ------------------ | --- |
| 建造               | チャタム工廠 （エドワード・ハント） |
| 起工               | 1784年6月 |
| 進水               | 1784年9月16日 |
| その後             | 1822年解体 |
| 性能諸元           | |
| クラス             | 100門1等戦列艦 |
| トン数             | 2286bm |
| 全長               | 砲列甲板：190ft (57.9m) |
| 全幅               | 52ft 5.5in(16m) |
| 深さ               | 船倉：22ft 4in(6.8m) |
| 推進               | 帆走（3本マストシップ） |
| 兵装               | 100門： 上砲列：12ポンド（5kg）砲30門 中砲列：24ポンド（11kg）砲28門 下砲列：32ポンド（15kg）砲30門 後甲板：12ポンド（5kg）砲10門 船首楼：12ポンド（5kg）砲2門 |

ロイヤル・ジョージ(HMS Royal George)はイギリス海軍の100門1等戦列艦。当初アンパイア(HMS Umpire)という名前で発注されたが、建造前に改名された。

## 建造
この船は1782年3月25日にアンパイアという名前でチャタム工廠に発注された。しかし、建造作業が始まる前の1783年9月11日にロイヤル・ジョージと改名された。設計はエドワード・ハントによるもので、全く同一の図面によって作られた戦列艦は1790年進水のクイーン・シャーロットのみだった。ロイヤル・ジョージは1788年9月16日に進水した。建造と艤装はニコラス・フィリップスが1790年7月まで担当し、以降はジョン・ネルソンが完遂させた。建造費は51,799ポンド5シリング7ペンスで、加えてチャタム工廠の設備費6,503ポンド8シリング5ペンスとプリマス工廠の設備費10,089ポンド12シリングがかかった。この船は「ロイヤル・ジョージ」という名を襲名する軍艦としては5代目であった。
建造時は42ポンド(19kg)砲を下甲板に搭載していたが、後に32ポンド(15kg)砲に換装された。

## 艦歴とエピソード
ロイヤル・ジョージはグロワ島の海戦でイギリス艦隊の旗艦を務め、また栄光の6月1日では後衛戦隊を指揮したアレグザンダー・フッド提督の座乗艦として将官旗をかかげた。
1805年7月にはチャタム工廠で再建造が行われた。翌年1806年7月には現役に復帰し、海峡艦隊に配備された。しかし、この年ロイヤル・ジョージがドックを出ていたのは7月の間だけだった。
1807年1月から1811年1月まで、ロイヤル・ジョージは主にカディス港封鎖任務に就いた。
1807年3月のイギリスによるアレキサンドリア遠征においてはジョン・ダックワース提督の旗艦となった。
1814年7月に予備艦となり、1822年2月にプリマスで解体された。